# Træstær
Træstær (latin: Aplonis panayensis) er en stæreart, der lever i sydøstlige Asien.